# Opération Correa
Pour plus de détails, voir Fiche technique et Distribution.
Opération Correa, épisode 1 : Les Ânes ont soif est un documentaire français de Pierre Carles, sorti en 2015. Il est suivi par On revient de loin : Opération Correa Épisode 2.

## Synopsis
Ce film détaille le parcours de Pierre Carles et de son équipe qui vont interroger divers acteurs médiatiques sur le non-traitement médiatique du passage en France du président équatorien Rafael Correa. En effet celui-ci appliquait depuis 2007 des solutions innovantes afin de juguler la crise économique dans son pays. Solutions qui selon les auteurs de ce film auraient mérité des analyses et comparaisons avec celles mises en place en France.

## Fiche technique
- Réalisation : Pierre Carles
- Montage : Gilles Bour et Pierre Carles
- Image et sons : Pablo Girault, Martin Khalili, Nicolas Mas, Hugues Peyret et David Rit.
- Mixage : Frédéric Maury
- Étalonnage : Laurent Souchaud
- Post-production : Pascal Blondela et Ludovic Raynaud
- Édition DCP : Tim Mendler DCP LR
- Bande-annonce : Audrey Bertrand
- Versions anglaises : Isabelle Debaumarché
- Production : Annie Gonzalez
- Société de production : CP-Productions
- Société de distribution : Les Films des Deux Rives
- Pays :  France
- Langue : français
- Genre : documentaire
- Durée : 54 minutes
- Date de sortie : 15 avril 2015